# Enrico Berlinguer
Enrico Berlinguer (IPA [berliŋ'gwɛr]) (25 de maig de 1922 – 11 de juny de 1984) va ser un polític italià, secretari general del Partit Comunista Italià (PCI) des de 1972 fins a la seva mort.

## El començament de la seva carrera
Fill de Mario Berlinguer i Maria Loriga, Enrico Berlinguer va néixer a Sàsser, dins d'una important família de Sardenya, en un context cultural i familiar notable, la qual cosa l'influiria en tota la seva vida i la seva carrera. El seu cognom, Berlinguer, té orígens catalans, resultat de la presència de la Corona d'Aragó a Sardenya segles enrere. Era cosí de Francesco Cossiga (que va ser capdavanter de la Democràcia Cristiana i President de la República Italiana), i tots dos eren familiars d'Antonio Segni, un altre dirigent democratacristià, president de la República.
L'avi d'Enrico, també dit Enrico Berlinguer, va ser el fundador de La Nuova Sardegna, un important periòdic sard, i amic personal dels herois de la Unificació Italiana, Giuseppe Garibaldi i Giuseppe Mazzini. El 1937, Berlinguer va tenir els primers contactes amb els antifeixistes sards; el 1943 es va afiliar formalment al Partit Comunista Italià, i aviat es va convertir en el secretari de la secció de Sàsser. L'any següent es va veure implicat en una insurrecció al poble, després de la qual va ser detingut i condemnat a tres mesos de presó. Immediatament després de la detenció, el seu pare va aconseguir endur-se'l a Salern, el poble on la Família Reial i el govern s'havien aixoplugat després de l'armistici entre Itàlia i els Aliats.
A Salern, el seu pare li va presentar Palmiro Togliatti, llavors màxim líder del Partit Comunista i en altre temps alumne de Do Mario. Togliatti va enviar Berlinguer de nou a Sardenya per preparar la seva carrera política. A la fi del 1944, Togliatti el va designar per al secretariat nacional de la Federació Juvenil Comunista Italiana (FGCI), les joventuts del Partit; aviat va ser enviat a Milà i el 1945 va ser escollit membre del Comitè Central del PCI.

## Dirigent nacional del Partit
El 1946, Togliatti, com a màxim dirigent del Partit, va cridar Berlinguer a Roma, i tan sols dos anys més tard, amb 26 anys, va entrar en el secretariat nacional del PCI i va ser un dels membres més joves admesos en aquest òrgan. El 1949 va ser secretari general de la FGCI, càrrec que va ocupar fins al 1956. Un any després va ser nomenat president de la Federació Mundial de la Joventut Democràtica, la Internacional de Joventuts Comunistes i afins. El 1957, Berlinguer, com a dirigent de l'escola central de formació del PCI, va abolir la visita obligatòria que fins llavors calia fer a la Unió Soviètica, com a part de la formació política, la qual era necessària per ser admès en les més altes posicions del PCI.
Després d'ocupar molts llocs d'alta responsabilitat, el 1968 va ser escollit diputat per Roma, i l'any següent, número dos del partit, amb Luigi Longo de secretari general. Com a tal va participar en la conferència internacional de Partits Comunistes del 1969 a Moscou, en la qual la delegació italiana es va prodigar com a dissident de la línia política oficial i va rebutjar donar suport a l'informe final.
Berlinguer va fer el discurs públic més greu que s'havia sentit fins llavors a Moscou per part d'un dirigent comunista. Va rebutjar mantenir com a enemics els comunistes xinesos i va afirmar directament davant de Leonid Bréjnev que la invasió de Txecoslovàquia (que va denominar la "tragèdia de Praga") havia deixat clares les considerables diferències existents en el moviment comunista sobre qüestions fonamentals com la sobirania nacional, la democràcia socialista i la llibertat d'expressió i premsa. El 1970, Berlinguer va fer una sorprenent crida als grans empresaris i, en general, a les forces conservadores del país en què declarava públicament que el PCI se situava a favor d'un nou model de desenvolupament, en el qual havien de tenir un paper important els grans industrials i empresaris.

## Secretari general del PCI
Després de diversos anys destacant-se com un dels principals dirigents del Partit, Berlinguer va ser escollit secretari general el 1972, després de la dimissió de Luigi Longo per problemes de salut.
El 1973, estant hospitalitzat després d'un accident de cotxe durant una visita a Bulgària, Berlinguer va escriure tres famosos articles (Reflexions sobre Itàlia, Després dels fets de Xile i Després del cop) per al setmanari cultural del Partit, Rinascità. En aquests escrits va presentar l'estratègia del Compromís històric italià, una proposta de coalició entre el PCI i els democratacristians que donés a Itàlia un període d'estabilitat política, en un context de greu crisi econòmica i en el qual elements de l'aparell de l'Estat i grups feixistes planejaven una tàctica per fer un cop d'estat i utilitzaven el terrorisme.

## Relacions internacionals
El 1974 va conèixer a Belgrad el president iugoslau, Josip Broz Tito, i va desenvolupar les seves relacions amb els grans partits comunistes d'Europa, Àsia i Àfrica. El 1976, un altre cop a Moscou, Berlinguer va confirmar la posició autònoma del PCI en una cimera amb el Partit Comunista de la Unió Soviètica. Davant de 5.000 delegats del PCUS va parlar d'un sistema plural (traduït per l'intèrpret com a multiforme), referint-se a les intencions del PCI de construir un socialisme que creiem necessari i possible només a Itàlia. Quan Berlinguer va expressar finalment la condemna del PCI sobre qualsevol tipus d'interferència, la ruptura amb el PCUS va ser completa. Per la seva banda, els soviètics van afirmar que, des que Itàlia sofria la interferència de l'OTAN, era clar que l'única interferència que els comunistes italians no podien sofrir era la soviètica. En una entrevista amb el Corriere della Sera, Berlinguer va declarar que se sentia segur sota el paraigua de l'OTAN.
El 1977, en una conferència a Madrid entre Berlinguer, Santiago Carrillo i Georges Marchais (secretari general del Partit Comunista Francès), els tres dirigents van traçar les línies mestres de l'eurocomunisme. Pocs mesos després, Berlinguer va tornar a visitar Moscou i va fer un altre discurs que va ser rebut fredament pels seus amfitrions i publicat a Pravda sota censura.

## Política interior
Berlinguer, movent-se pas a pas, intentava acostar-se als components de la societat tradicionalment hostils al comunisme. Després de la crida de 1970 als grans empresaris i als conservadors, i de la controvertida proposta del Compromís Històric, va publicar la seva correspondència amb monsenyor Luigi Bettazzi, bisbe d'Ivrea; es va tractar d'un esdeveniment escandalós, ja que el papa Pius XII havia excomunicat els comunistes poc després de la Segona Guerra Mundial, i la possibilitat de qualsevol tipus de relació entre els comunistes i l'Església Catòlica era vista gairebé com a impossible. Aquesta acció va servir, a més, per contrarestar l'acusació, feta des de l'extrema dreta, que el PCI emparava els terroristes d'ultraesquerra.
En aquest context, el PCI va obrir les portes a molts catòlics i va començar un debat entorn d'aquesta qüestió. En les eleccions generals de 1976, el PCI va obtenir el 34,4% dels vots, el millor resultat de tota la seva història.
Mentre governava el Govern de solidaritat nacional, Berlinguer cridava a la creació d'un govern d'emergència que inclogués també el Partit Comunista, davant la greu crisi política i econòmica que es vivia. El 16 de març de 1978, Aldo Moro, president de la Democràcia Cristiana i exprimer ministre, va ser segrestat per les Brigades Roges, un grup armat d'extrema esquerra, el mateix dia que un nou govern havia de ser votat pel Parlament. Durant aquesta crisi, Berlinguer es va adherir al Front de la Fermesa, que rebutjava negociar amb els segrestadors, a pesar que les Brigades Roges havien proposat deixar anar Moro a canvi de l'alliberament de diversos dels seus militants presos. A pesar de la posició del PCI, l'incident sobre Moro, que finalment seria assassinat, va deixar el Partit més aïllat.
El juny, el PCI va donar, en principi, l'aprovació, i, finalment, el suport actiu a una campanya contra el president de la República, Giovanni Leone, acusat de suborn. Finalment, el president va dimitir. Berlinguer, llavors, va donar suport a l'elecció del veterà dirigent socialista Sandro Pertini com a president de la República, però el seu mandat no va produir els efectes que el PCI havia esperat. A Itàlia, quan un nou president de la República és escollit, el govern dimiteix. El PCI esperava que Pertini usés la seva influència a favor seu. Però el president va ser influenciat per altres líders polítics, com Giovanni Spadolini, cap del Partit Republicà Italià, i Bettino Craxi, secretari general del Partit Socialista, i va deixar el PCI fora del govern per continuar pactant amb la Democràcia Cristiana.
Durant els anys 70, el PCI va governar moltes regions d'Itàlia; en alguns períodes, la majoria. Els governs regionals d'Emília-Romanya i de la Toscana, especialment, van ser exemples concrets de la capacitat de govern del PCI. En aquest període, Berlinguer va girar la seva atenció cap a l'exercici del poder local per demostrar que els trens poden arribar a l'hora amb el PCI. Va prendre part personalment en les campanyes electorals als consells provincials i locals, on els altres partits enviaven tan sols líders locals; això va ajudar el Partit a guanyar moltes eleccions a aquests nivells.

## La ruptura amb la Unió Soviètica

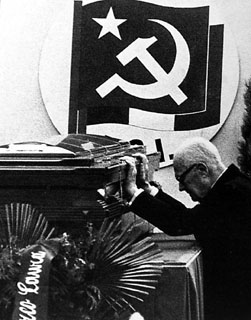
Sandro Pertini al soterrar d'Enrico Berlinguer.

El 1980, el PCI va condemnar públicament la invasió soviètica de l'Afganistan; llavors, Moscou va enviar Marchais a Roma immediatament per intentar convèncer Berlinguer, però Marchais va ser rebut amb una notable fredor. La ruptura amb els soviètics i amb altres partits comunistes de l'Europa Oriental va deixar clar que el PCI no participaria en la conferència internacional del 1980, que se celebraria a París. En comptes d'això, Berlinguer va fer una visita oficial a la Xina. Pel novembre, a Salern, Berlinguer va declarar que la idea del Compromís Històric estava caducada; seria reemplaçada per la proposta de l'Alternativa Democràtica. El 1981, en una entrevista a la premsa, Berlinguer va afirmar que, en la seva opinió personal, la força progressista de la Revolució d'Octubre estava esgotada.
El PCI va criticar la normalització de Polònia, i, molt aviat, la ruptura entre el PCI i el PCUS es va convertir en definitiva i oficial, seguida d'una llarga polèmica entre Pravda i L'Unità (el diari oficial del PCI), a pesar dels intents de Fidel Castro per normalitzar la situació amb una cimera a l'Havana. En política interior, l'última proposta de Berlinguer va ser un gir cap a la solidaritat entre els partits de l'esquerra. La seva proposta d'Alternativa Democràtica mai seria efectiva, ja que, el juny de 1984, Berlinguer va abandonar sobtadament la tribuna d'un míting a Pàdua: havia tingut una hemorràgia cerebral, i moriria l'endemà passat. Més d'un milió de persones van assistir al seu funeral, en una de les manifestacions del comunisme italià més grans de la història.